# Laetamur Admodum
Laetamur admodum — енцикліка папи Пія XII, що опублікована 1 листопада 1956 року із закликом молитися за мир у Польщі, в Угорщині та на Близькому Сході. Назва походить від перших слів, що в перекладі означає «Ми дуже раді».
У цей час у Польщі відбувались бурхливі процеси постсталінської відлиги та демократизації. Вуличні демонстрації, що відбулися у червні 1956 року, були жорстко придушені поліцією. Загинуло понад 50 осіб. Лідери повстання засуджені до ув'язнення. Проте у жовтні відбулась «гомулківська відлига». Політв'язні були звільнені. У своїй екцикліці папа висловив радість, що, після 3-річного ув'язнення, з в'язниці звільнили примаса Польщі архієпископа Стефана Вишинського.
У цей же час в Угорщині відбулось антикомуністичне повстання. Радянський союз ввів війська, щоб придушити повстання. Почалися жорстокі вуличні бою. Папа висловив надію, що конфлікт вирішиться мирно. Проте цього не сталося. Конфлікт тривав до 10 листопада. У ньому загинуло понад 3500 осіб. У ході повстання, з тюрми звільнили примаса Угорщини Йожефа Міндсенті, що з радістю відзначив у своїй енцикліці Пій XII. Після придушення повстанні Міндсенті сховав в американському посольстві, де переховувався 15 років.
На додаток до цих проблем, Пій XII згадав про початок війни на Близькому Сході (Суецька криза) біля Святої Землі. Мир у Палестині, де знаходяться святі місця для християнства, був дуже важливим у вченні Пія XII. Він порушував це питання в енцикліках Auspicia quaedam та In Multiplicibus Curis від 1948 року та Redemptoris Nostri Cruciatus від 1949 року. Папа зазначив, що «міжособистісні та міжнародні проблеми не повинні вирішуватися військовими засобами, а через розум, закон, розсудливість та справедливість, поважаючи права всіх зацікавлених сторін для загального блага». Для миру він рекомендував молитися до Бога через Пресвяту Дію Марію.